# Jałowy Gród
Jałowy Gród (biał. Яловы Груд, Jałowy Hrud; ros. Еловый Груд, Jełowyj Grud) – wieś na Białorusi, w obwodzie brzeskim, w rejonie kamienieckim, w sielsowiecie Kamieniuki.
W latach 1921–1939 należała do gminy Białowieża.
Według Powszechnego Spisu Ludności z 1921 roku wieś zamieszkiwało 13 osób, wszystkie były wyznania prawosławnego oraz  zadeklarowały polską przynależność narodową. We wsi było trzy budynki mieszkalne.